# Tōru Arakawa
Tōru Arakawa (jap. 荒川通, Arakawa Tōru; * November 1932 in der Präfektur Gifu, Japan; † 20. Juni 2015 in Tokio, Japan) war ein Karate-Großmeister der Stilrichtung Wadō-Ryū. Er war einer der wenigen mit dem 9. Dan graduierten Karateka in Japan.

## Lebenslauf
Tōru Arakawa begann im Alter von 18 Jahren an der Nihon-Universität mit dem Karatetraining. Anfang der 1960er Jahre bereiste er zusammen mit Tatsuo Suzuki und Hajime Takashima Europa und Amerika, um das Karate in den westlichen Ländern publik zu machen.
Arakawa bekleidete von 1962 bis 1979 das Amt des Geschäftsführers der JKF Wadōkai. Er war 1982 maßgeblich an der Erstellung des ersten Shitei-Kata-Buches beteiligt, was stilrichtungsübergreifend Katas für Wettkämpfe der JKF standardisierte. Zusätzlich bildete er als Trainer zahlreiche erfolgreiche Athleten in den 1980er Jahren aus, darunter Nishimura Seiji und Maeda Toshiaki.
Bis zu seinem Tod im Juni 2015 unterrichtete Arakawa in seinem Dōjō in Shibuya und auf internationalen Seminaren in Japan und Übersee.

## Mitwirkung an folgenden Veröffentlichungen
- Karatedo Shitei Kata, 1982, JKF Wadokai
- Wado-kai Karatedo Textbook, Kata section (Vol. 1), 2015, JKF Wadokai